# Elaine Murphy
Elaine Murphy (née le 16 janvier 1947)  est une femme politique britannique politiquement indépendant et membre de la Chambre des lords.

## Biographie
Après avoir obtenu son diplôme de médecin puis de psychiatre, elle est ensuite universitaire au Service national de la santé pendant 25 ans. Elle passe une période en tant que directrice générale du service de santé entre 1984 et 1990, étant notamment directrice générale de district pour Lewisham et North Southwark Health Authority. Elle est la première professeure de psychiatrie de la vieillesse au Royaume-Uni, à l'université de Londres au Guy's Hospital. Elle assume des fonctions non exécutives après sa retraite et est présidente de la North East London Strategic Health Authority jusqu'au 30 juin 2006. Elle est professeure invitée à l'Université Queen Mary de Londres, vice-présidente de l'Alzheimer's Society et présidente du conseil à St George's, Université de Londres entre 2009 et 2012, et est membre non exécutif de Monitor (Independent Monitor des hôpitaux du NHS).
Le 17 juin 2004, elle devient pair à vie avec le titre de baronne Murphy, d'Aldgate dans la ville de Londres, s'intéressant aux problèmes de santé mentale et de vieillissement à la Chambre des lords où elle siège comme Crossbencher.
Elle est mariée de 1969 à 2000 à John Murphy, le « gourou » de la marque et brasseur, puis, à partir de 2001, au professeur Michael A Robb, un chimiste théoricien. Elle vit à Norfolk et possède des maisons à Londres et à Lucques, où elle cultive des olives 
La baronne Murphy est également titulaire d'un doctorat en histoire sociale et publie dans le domaine des ateliers des 18e et 19e siècles, des maisons de fous et de l'histoire locale. Elle a publié The Moated Grange: A History of South Norfolk Through the Story of one Home, 1300-2000, sur le village de Brockdish dans le South Norfolk. Elle est également associée honoraire de la National Secular Society .